# Vasajaure
Vasajaure är en sjö i Kiruna kommun i Lappland och ingår i Kalixälvens huvudavrinningsområde. Sjön har en area på 0,242 kvadratkilometer och ligger 1 173,9 meter över havet. Vasajaure ligger i Torne och Kalix älvsystem Natura 2000-område.

## Delavrinningsområde
Vasajaure ingår i det delavrinningsområde (754671-162448) som SMHI kallar för Ovan Östra Kaskasajåkka. Medelhöjden är 1 073 meter över havet och ytan är 69,96 kvadratkilometer. Räknas de 14 avrinningsområdena uppströms in blir den ackumulerade arean 268,86 kvadratkilometer. Kalixälven som avvattnar avrinningsområdet har biflödesordning 2, vilket innebär att vattnet flödar genom totalt 2 vattendrag innan det når havet efter 404 kilometer. Avrinningsområdet består mestadels av skog (21 procent) och kalfjäll (76 procent). Avrinningsområdet har 0,92 kvadratkilometer vattenytor vilket ger det en sjöprocent på 1,3 procent. Delavrinningsområdet täcks till 1,16 procent av glaciärer, med en yta av 0,8106 kvadratkilometer.